# Chenu (Kunsthandwerker)
Chenu war ein altägyptischer Kunsthandwerker, der im Alten Reich tätig war.
Chenu ist heute nur noch von einer Darstellung im Grab des Raschepses bekannt. Dort wird er als Jagdgehilfe hinter dem Grabinhaber stehend gezeigt. Der zugehörige Text weist ihn als Knüpfer von Halskragen aus. Die Darstellung ist ein Indiz für die Stellung derartiger Handwerker beziehungsweise Künstler im Alten Reich Altägyptens, die offenkundig keine geringe war.